# Open 13 2014
L'Open 13 2014 è stato un torneo di tennis giocato sul cemento indoor. È stata la 22ª edizione dell'Open 13 facente parte dell'ATP World Tour 250 series nell'ambito dell'ATP World Tour 2014. Si è giocato al Palais des Sports di Marsiglia in Francia, dal 17 al 23 febbraio 2014.

## Partecipanti

### Teste di serie
| Nazionalità | Giocatore          | Ranking* | Testa di serie |
| ----------- | ------------------ | -------- | -------------- |
| Svizzera    | Stan Wawrinka      | 3        | 1              |
| Rep. Ceca   | Tomáš Berdych      | 6        | 2              |
| Francia     | Richard Gasquet    | 9        | 3              |
| Francia     | Jo-Wilfried Tsonga | 10       | 4              |
| Canada      | Milos Raonic       | 11       | 5              |
| Polonia     | Jerzy Janowicz     | 20       | 6              |
| Francia     | Gaël Monfils       | 23       | 7              |
| Lettonia    | Ernests Gulbis     | 24       | 8              |

* Ranking al 10 febbraio 2014.

### Altri partecipanti
I seguenti giocatori hanno ricevuto una wild-card per il tabellone principale:
- Kyle Edmund
- Thanasi Kokkinakis
- Albano Olivetti

I seguenti giocatori sono entrati in tabellone passando dalle qualificazioni:

- Ričardas Berankis
- Daniel Evans
- David Guez
- Ante Pavić

## Campioni

### Singolare
Ernests Gulbis ha sconfitto in finale  Jo-Wilfried Tsonga per 7–6(5), 6-4.
- È il quinto titolo in carriera per Gulbis, il primo del 2014.

### Doppio
Julien Benneteau /  Édouard Roger-Vasselin hanno sconfitto in finale  Paul Hanley /  Jonathan Marray per 4-6, 7–6(6), [13-11].